# التهاب معوي قولوني
الالتهاب المعوي القولوني (بالإنجليزية: Enterocolitis)‏ التهاب القولون والأمعاء (بالإنجليزية: coloenteritis)‏ هو التهاب في القناة الهضمية، ويشمل التهاب الأمعاء الذي يصيب الأمعاء الدقيقة والتهاب القولون الذي يصيب الأمعاء الغليظة.

## الأسباب
يحدث بسبب أنواع مختلفة من العدوى مثل العدوى بسبب البكتيريا والفيروسات والفطريات والطفيليات وغيرها.
ومن أبرز المسببات:
- البكتيريا: السلمونيلا والشيغيلا والإشريكية القولونية والعطيفة.
- الفيروسات: الفيروسات المعوية والفيروسات العجلية وفيروس نورواك والفيروسات الغدانية.
- الفطريات: مثل داء المبيضات وخصوصا في مرضى نقص المناعة والذين تعرضوا بجرعات مضادات حيوية لفترات طويلة.
- الطفيليات: جيارديا لامبليا والقربية القولونية والمتبرعمة الكيسية البشرية وكريبتوسبوريديوم (أو خفية الأبواغ أو خفية الشعر) والمتحولة الحالة للنسج.

## الناحية السريرية
من أبرز مظاهر الالتهاب المعوي القولوني إسهال متكرر مع أو بدون غثيان أو قيء أو ألم بطني أو حمى أو نفضان أو تغير في ظروف الجسم العامة. تأتي المظاهر العامة للمرض بسبب انتشار العامل المسبب للعدوى أو مادته السمية في الجسم أو بسبب الفقدان الواضح في السوائل والمعادن من الجسم بسبب الإسهال والقيء.

## بعض أنواع الالتهاب المعوي القولوني
- الالتهاب المعوي القولوني الناخر، ويحدث في حالات الولادة المبكرة
- التهاب القولون الغشائي الكاذب